# Xanthichthys auromarginatus
Xanthichthys auromarginatus là một loài cá biển thuộc chi Xanthichthys trong họ Cá bò da. Loài này được mô tả lần đầu tiên vào năm 1832.

## Từ nguyên
Tính từ định danh auromarginatus được ghép bởi hai âm tiết trong tiếng Latinh: auro ("vàng") và marginatus ("có viền"), hàm ý đề cập đến phần rìa màu vàng trên các vây của loài cá này.

## Phạm vi phân bố và môi trường sống
Từ quần đảo Mascarene, X. auromarginatus được phân bố trải dài về phía đông đến quần đảo Hawaii, ngược lên phía bắc đến quần đảo Ryukyu (Nhật Bản), xa về phía nam đến bờ nam Úc và Nouvelle-Calédonie.
X. auromarginatus sống trên các rạn san hô ở độ sâu khoảng 8–150 m.

## Mô tả

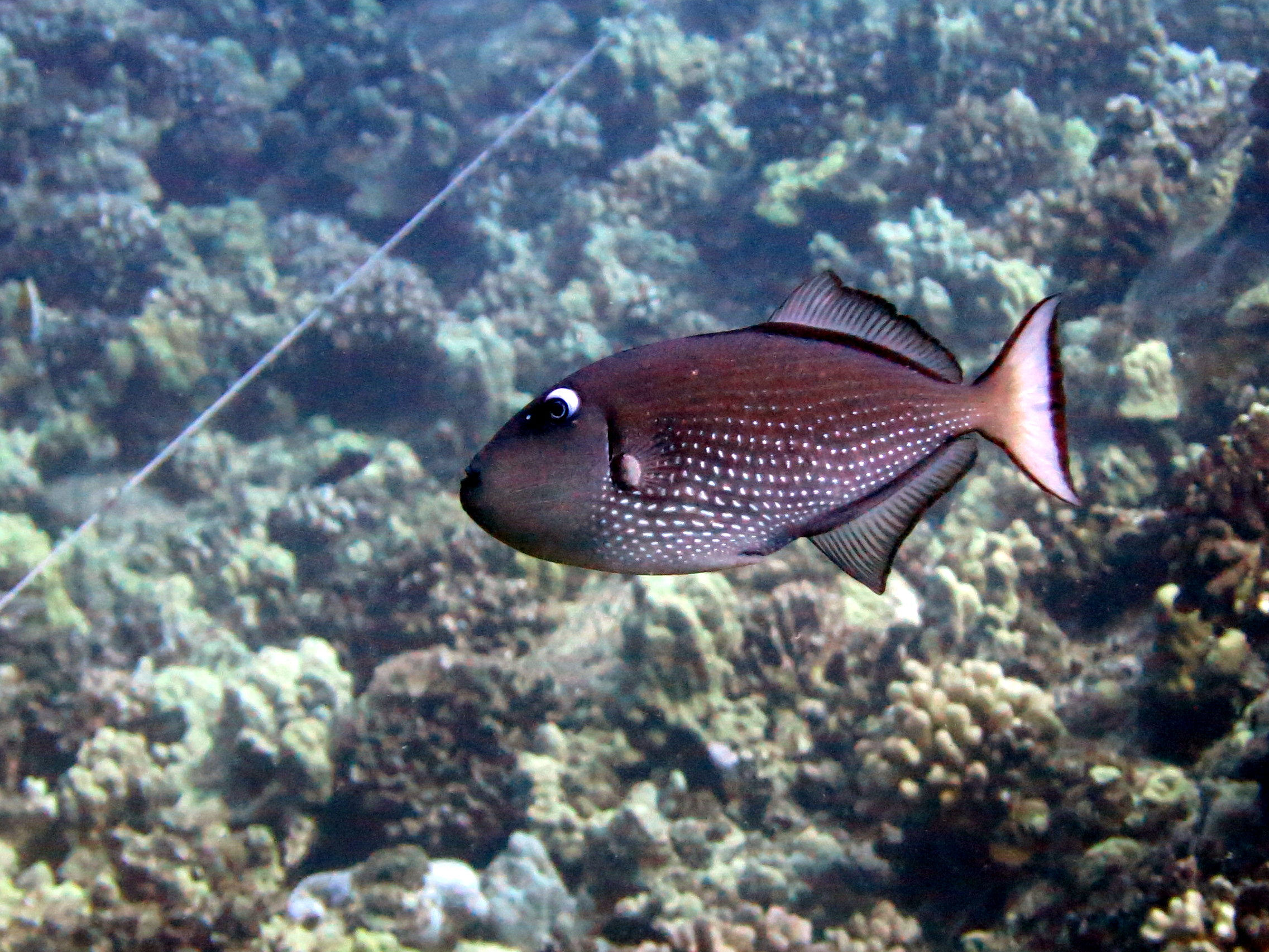
Cá cái

Chiều dài cơ thể lớn nhất được ghi nhận ở X. auromarginatus là 30 cm. Thân được bao phủ bởi những hàng gai nhỏ (trừ phần trước). Vây đuôi lõm; vây lưng và vây hậu môn vươn cao ở trước. Loài này có màu tím xám hoặc xám nâu. Vảy cá có các chấm trắng ở giữa (rất nhỏ hoặc tiêu biến ở thân trên).
X. auromarginatus là loài dị hình giới tính. Rìa các vây của cá đực có viền vàng, nhưng ở cá cái là màu nâu đỏ; cá đực có thêm một vùng màu xanh lam sáng ở dưới đầu.
Số gai ở vây lưng: 3; Số tia vây ở vây lưng: 27–30; Số gai ở vây hậu môn: 0; Số tia vây ở vây hậu môn: 25–27; Số tia vây ở vây ngực: 13–15.

## Sinh thái học
Thức ăn của X. auromarginatus là động vật phù du, đặc biệt là giáp xác chân chèo.